# Języki puri
Języki puri (puryjskie, puriańskie) – rodzina wymarłych języków brazylijskich z fyli makro-ge. Były używane w Minas Gerais.

## Klasyfikacja
- † język puri
- † język koropó